# باب السلام (صنعاء القديمة)

تعديل مصدري - تعديل

حارة باب السلام هي إحدى حارات مدينة صنعاء القديمة، بلغ تعداد سكانها 449 نسمة حسب تعداد اليمن لعام 2004.